# Sammenslutningen af danske socialrådgiverstuderende
Sammenslutningen af Danske Socialrådgiverstuderende, forkortet SDS, er de socialrådgiverstuderendes studieorganisation.
SDS er opbygget med et centralt og decentralt niveau. På hvert af de 13 socialrådgiveruddannelser, kan medlemmerne stifte en SDS-klub, som består af lokale studerende, der ønsker at deltage aktivt i SDS' kamp for en bedre socialrådgiveruddannelse med højere kvalitet.
For at sikre, at de studerende på de enkelte uddannelsessteder har indflydelse på organisationens arbejde og politik, har SDS en landsbestyrelse bestående af en repræsentant fra hvert uddannelsessted samt forretningsudvalget. Landsbestyrelsen holder mindst fire møder årligt.
SDS' forretningsudvalg består af det frikøbte forpersonsskab samt tre frivillige SDS-medlemmer, som alle vælges på SDS' årsmøde i november.
SDS afholder årligt en række arrangementer for sine medlemmer, bl.a. Praktikkorpskursus, kampagneweekender og faglige arrangementer og oplæg. Det er forretningsudvalget og landsbestyrelsen, der beslutter hvilke arrangementer, der skal være i det pågældende år. Derudover afholder de lokale SDS-klubber også løbende arrangementer af både faglig og social karakter på deres pågældende studiested. Medlemmer af SDS er desuden også inviteret med til DS' arrangementer.

## Historie

### Før SDS
Før SDS blev oprettet var der ingen studieorganisation i Dansk Socialrådgiverforening. Der var De Studerendes Råd på de sociale højskoler (ikke at forveksle med de DSR, der er nedsat i henhold til bekendtgørelsen) og en landsdækkende Studenterkoordinering.
Studenterkoordineringen blev udgjort af to repræsentanter fra hvert DSR samt en administrator, der fik et mindre honorar for sit arbejde, der primært bestod i at indkalde til møder samt at udarbejde et referat fra disse. Studenterkoordineringen udpegede to medlemmer til DS’ hovedbestyrelse, men derudover var det meget småt med det politiske arbejde. Det gik mest op i at orientere om, hvordan det gik i de enkelte DSR, i fredagsbaren m.v., og i at arrangere det årlige faglige landsmøde.
Ligeledes var der ikke noget samarbejde med de øvrige elev- og studenterorganisationer, ingen politisk interessevaretagelse overfor ministerium og politikere etc.

### Udviklingsarbejde
Den 10-11. november 2005 var der møde i regeringens globaliseringsråd. Temaet for mødet var ”videregående uddannelser i verdensklasse”, og det var her forslaget om de nye professionshøjskoler blev fremsat.
Det stod hurtigt klart, at hvis vi som socialrådgiverstuderende på nogen måde skulle få indflydelse på de nye institutioner og på den uddannelsespolitiske udvikling i øvrigt, så skulle vi organiseres bedre – og have fokus på den politiske dimension i studenterarbejdet. Og vi skulle være en del af elev- og studenterbevægelsen. Opgaver, der ikke kunne løftes i en så løs og apolitisk organisering som DSR og Studenterkoordineringen.
Udviklingsarbejdet tog for alvor fart på et møde med repræsentanter fra Studenterkoordineringen og repræsentanter fra DS i slutningen af januar 2006. Og efter en række møder, udarbejdelse af diverse forslag til vedtægter samt et stormøde for socialrådgiverstuderende, der blev afholdt i Odense, blev der udarbejdet indstillinger til ændringer af Dansk Socialrådgiverforenings love. Ændringer, der blev vedtaget enstemmigt på DS’ repræsentantskabsmøde i november 2006. Herefter mødtes Studenterkoordineringen i december 2006 for at lægge sidste hånd på indstillingerne til den stiftende generalforsamling. Indkaldelsen skete i december, og den 20. januar 2007, kort før middag, blev SDS’ vedtægter enstemmigt vedtaget af de forsamlede studerende – de socialrådgiver-studerende havde dermed fået deres egen studenterorganisation.
Sidste punkt på dagsordenen på den stiftende generalforsamling var valghandlinger. Her var der to kandidater til næstformandsposten, der blev besat efter kampvalg.

### 100 dage med SDS
Den 30. april 2007 fyldte SDS 100 dage, hvilket gav anledning til udgivelsen af et lille statusskrift. Allerede da stod det klart, at der var sket en hel del som følge af, at SDS var blevet stiftet. SDS var blevet en del af elev- og studenterbevægelsen og var blandt andet indskrevet i diverse samarbejdsaftaler og turnusordninger m.v.
SDS havde afgivet sit første høringssvar til lovforslaget om de nye professionshøjskoler, landsbestyrelsen havde taget hul på de uddannelsespolitiske diskussioner om store em-ner som Bologna- og Lissabonprocesserne, modulisering af uddannelser osv.
Det første – og sidste – ordinære delegeretmøde

I forbindelse med Socialrådgiverdage 2007 afholdt SDS et særligt arrangement for studerende mandag den 24. september. Det skete på Den Sociale Højskole i Odense. Her deltog knap 60 studerende i en workshop om fremtidens socialrådgiveruddannelse. Workshoppen mundede ud i, at der blev udarbejdet et politikpapir med overskriften ”En generalistuddannelse med bredde og dybde”. 
Det blev indstillet til debat og vedtagelse på SDS’ første ordinære delegeretmøde, der blev afholdt på Den Sociale Højskole i København den 2-4. november 2007. Det var det første politikpapir udarbejdet af socialrådgiverstuderende.
Det første ordinære delegeretmøde blev også det sidste. For efter en debat om organisationsudvikling, der forløb over det meste af 2007, blev der foretaget en række ved-tægtsændringer. Delegeretmødet kaldes nu årsmødet, og valget af forretningsudvalg er flyttet til at ske på årsmødet, efter at det i første omgang skulle være ved urafstemning.
Yderligere blev antallet af forretningsudvalgsmedlemmer skåret ned fra 4 til 3 med virkning fra den 1. januar 2008. 1. januar 2008 blev også skæringsdatoen for en grund-læggende ændring af SDS’ lokale struktur. I 2009 valgte SDS' årsmøde at skære yderligere én plads fra forretningsudvalg, da man omlagde stillingen som organisation fra politisk valgt, til ansat.

## Formænd og næstformænd i Sammenslutningen af Danske Socialrådgiverstuderende
| År   | Forperson                 | Næstforperson              |
| 2007 | Mads Samsing              | Pia Junker                 |
| 2008 | Mads Samsing              | Rasmus Balslev             |
| 2009 | Mads Samsing              | Lisbet Bylov Falgren       |
| 2010 | Dennis Ørsted Petersen    | Erna Marie Møller Overby   |
| 2011 | Dennis Ørsted Petersen    | Katja Styrishave           |
| 2012 | Mai Birk Andersen         | Ditte Brøndum              |
| 2013 | Kathrine Gudmansen        | Anne Hegelund              |
| 2014 | Mie Backmann              | Anne Hegelund              |
| 2015 | Anna Sofie Vedersø Larsen | Durita Johansen            |
| 2017 | Signe Jørgensen           | Sina Kirchhoff             |
| 2018 | Anders Bruun Andersen     | Lone Olsen Jørgensen       |
| 2019 | Laura Pode                | Lisa Eltved Bekskov Hansen |
| 2020 | Sara Hougaard Johannessen | Barbara Eysturoy           |
| 2021 | Henrik Degn               | Margit Lassen Nielsen      |
| 2022 | Lene Boye Andersen        | Casper Dahl Stenfelt       |
| 2023 | Lene Boye Andersen        | Rikke Flebbe               |
| 2024 | Rikke Flebbe              | Ida Friis Christoffersen   |